# Fayette County (Indiana)
Fayette County ist ein County im US-Bundesstaat Indiana der Vereinigten Staaten. Der Verwaltungssitz (County Seat) ist Connersville.

## Geographie
Das County liegt im mittleren Südosten von Indiana, ist im Osten etwa 40 km von Ohio entfernt und hat eine Fläche von 557 Quadratkilometern ohne nennenswerte Wasserfläche. Es grenzt im Uhrzeigersinn an folgende Countys: Henry County, Wayne County, Union County, Franklin County und Rush County.

## Geschichte
Fayette County wurde am 28. Dezember 1818 aus Teilen des Franklin County und des Wayne County gebildet. Benannt wurde es nach Marie-Joseph Motier, Marquis de La Fayette, einem General im Amerikanischen Unabhängigkeitskrieg.
6 Bauwerke und Stätten des Countys sind im National Register of Historic Places eingetragen (Stand 1. September 2017).

## Demografische Daten
Nach der Volkszählung im Jahr 2000 lebten im Fayette County 25.588 Menschen in 10.199 Haushalten und 7.149 Familien. Die Bevölkerungsdichte betrug 46 Einwohner pro Quadratkilometer. Ethnisch betrachtet setzte sich die Bevölkerung zusammen aus 97,16 Prozent Weißen, 1,67 Prozent Afroamerikanern, 0,09 Prozent amerikanischen Ureinwohnern, 0,27 Prozent Asiaten, 0,02 Prozent Bewohnern aus dem pazifischen Inselraum und 0,13 Prozent aus anderen ethnischen Gruppen; 0,66 Prozent stammten von zwei oder mehr Ethnien ab. 0,52 Prozent der Bevölkerung waren spanischer oder lateinamerikanischer Abstammung.
Von den 10.199 Haushalten hatten 30,8 Prozent Kinder unter 18 Jahre, die mit ihnen im Haushalt lebten. 55,6 Prozent waren verheiratete, zusammenlebende Paare, 10,2 Prozent waren allein erziehende Mütter und 29,9 Prozent waren keine Familien. 25,8 Prozent waren Singlehaushalte und in 12,3 Prozent lebten Menschen mit 65 Jahren oder darüber. Die Durchschnittshaushaltsgröße betrug 2,46 und die durchschnittliche Familiengröße lag bei 2,94 Personen.
24,3 Prozent der Bevölkerung waren unter 18 Jahre alt, 8,6 Prozent zwischen 18 und 24, 27,1 Prozent zwischen 25 und 44 Jahre. 24,5 Prozent zwischen 45 und 64 und 15,5 Prozent waren 65 Jahre alt oder älter. Das Durchschnittsalter betrug 38 Jahre. Auf 100 weibliche Personen kamen 94 männliche Personen. Auf 100 Frauen im Alter von 18 Jahren und darüber kamen 90,7 Männer.
Das jährliche Durchschnittseinkommen eines Haushalts betrug 38.840 USD, das Durchschnittseinkommen der Familien 46.111 USD. Männer hatten ein Durchschnittseinkommen von 34.493 USD, Frauen 23.082 USD. Das Prokopfeinkommen betrug 18.624 USD. 6,0 Prozent der Familien und 7,9 Prozent der Bevölkerung lebten unterhalb der Armutsgrenze.

## Orte im County
- Alpine
- Alquina
- Bentonville
- Bunker Hill
- Columbia
- Connersville
- Everton
- Fairview
- Falmouth
- Glenwood
- Harrisburg
- Huber
- Lyonsville
- Nulltown
- Orange
- Springersville
- Waterloo

Townships
- Columbia Township
- Connersville Township
- Fairview Township
- Harrison Township
- Jackson Township
- Jennings Township
- Orange Township
- Posey Township
- Waterloo Township